# Río Ayung
El río Ayung es el río más largo de la isla indonesia de Bali. Recorre 68,5 km desde las cordilleras del norte, pasando por las regencias de Bangli, Badung, Gianyar y la ciudad de Denpasar, antes de desembocar en el estrecho de Badung en Sanur. El río es famoso por el rafting en aguas bravas.

## Hidrología
La cuenca de drenaje del río Ayung tiene una superficie de 109,30 km², y sus afluentes pueden alcanzar los 300,84 km² (unas 30.000 ha). El río fluye 68,5 km desde su nacimiento cerca de Kintamani, a lo largo de la ladera sur de las montañas que separan la zona norte y sur de Bali, hasta llegar a la playa de Padanggalak, en Sanur. Aguas arriba, tres grandes afluentes suministran el agua al río Ayung, a saber, Tukad Bangkung en Pelaga, Tukad Menggani  en Catur, y Tukad Siap en Kintamani. La confluencia de estos tres afluentes se encuentra en Payangan.
La tasa de erosión es relativamente baja en el área de los campos de arroz río arriba y en el medio, debido a pendientes más planas y buenas técnicas de conservación de la tierra.

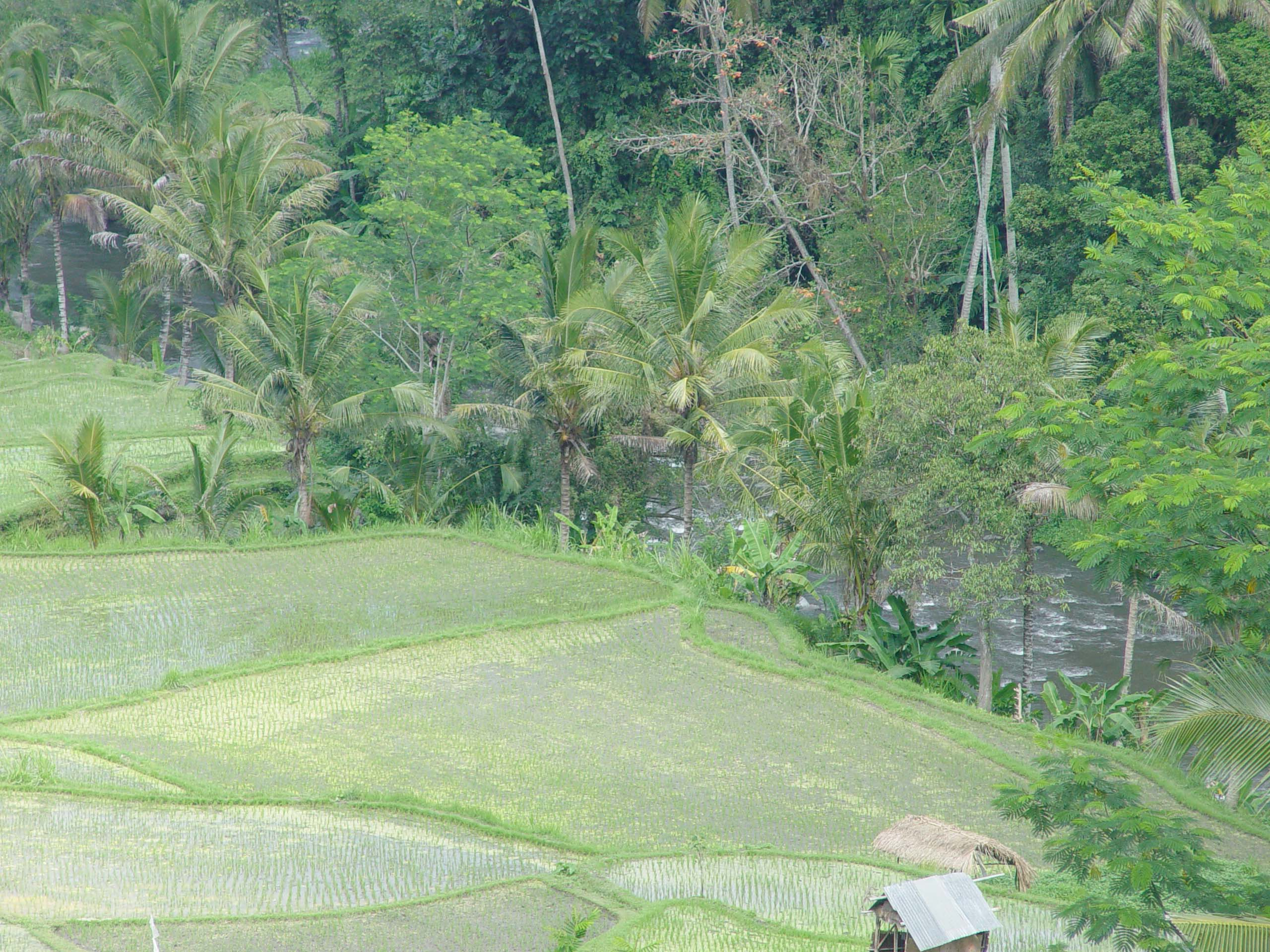
Terraza de arroz a lo largo del río Ayung cerca de Kadewatan, Gianyar (2005)

## Geografía
El área de la cuenca del río Ayung tiene una temperatura promedio anual entre 18.4 °C hasta 26,6 °C, según la altitud. La precipitación media anual en la parte superior es alta, alrededor de 1963–3242 mm. Yendo río abajo con una inclinación promedio del 13,13%, las precipitaciones y los días de lluvia en el río disminuyen. En la zona media, la precipitación media se sitúa en torno a 1998–3176. mm con 105-128 días de lluvia promedio. Aguas abajo, cerca de la ciudad de Denpasar, las precipitaciones son más escasas, alrededor de 1486. mm con 69 días de lluvia promedio.
La cuenca de drenaje tiene dos tipos de topografía: montañosa y plana. El caudal medido en 1973-1986 es de unos 6,6-14,2 m³/segundo con una media de 8,69 m³/segundo. El nivel de sedimentación en Buangga muestra el más alto con 544,4 toneladas/día y el más bajo con 2,8 toneladas/día, con un total calculado (método SCS-USDA) de 91.393,127 toneladas/año.

## Uso del suelo
El uso principal de la cuenca de drenaje del río de Ayung es para la agricultura. Las vistas panorámicas se observan principalmente río arriba, especialmente de Petang a Carangsari, con poca influencia humana. Muchos rápidos desafiantes hacen de este río un buen lugar para hacer rafting.